# Abdallah Rabhi
Pour les articles homonymes, voir Rabhi.
Abdallah Rabhi, également orthographié Abdallah Rebhi, né le 26 décembre 1957, est un ingénieur agronome et homme politique tunisien.

## Biographie

### Études
Abdallah Rabhi possède un master en sciences hydrauliques de l'université Pierre-et-Marie-Curie et un master en eau et agriculture de l'Institut national agronomique de Tunisie.

### Carrière au ministère de l'Agriculture
Il exerce plusieurs fonctions au ministère de l'Agriculture. Le 14 juin 1999, il est nommé commissaire régional au développement agricole de Jendouba. Le 18 mai 2011, il devient président-directeur général de l'Office des terres domaniales. Rabhi est également commissaire régional au développement agricole de Zaghouan en 2014. Le 18 février 2015, il est nommé chef de cabinet du ministre de l’Agriculture, des Ressources hydrauliques et de la Pêche, Saâd Seddik,.

### Secrétaire d'État
Le 27 août 2016, il est nommé secrétaire d'État auprès du ministre de l'Agriculture, Samir Taïeb, chargé des Ressources hydrauliques et de la Pêche, dans le gouvernement de Youssef Chahed.